# Jean I. de Rohan

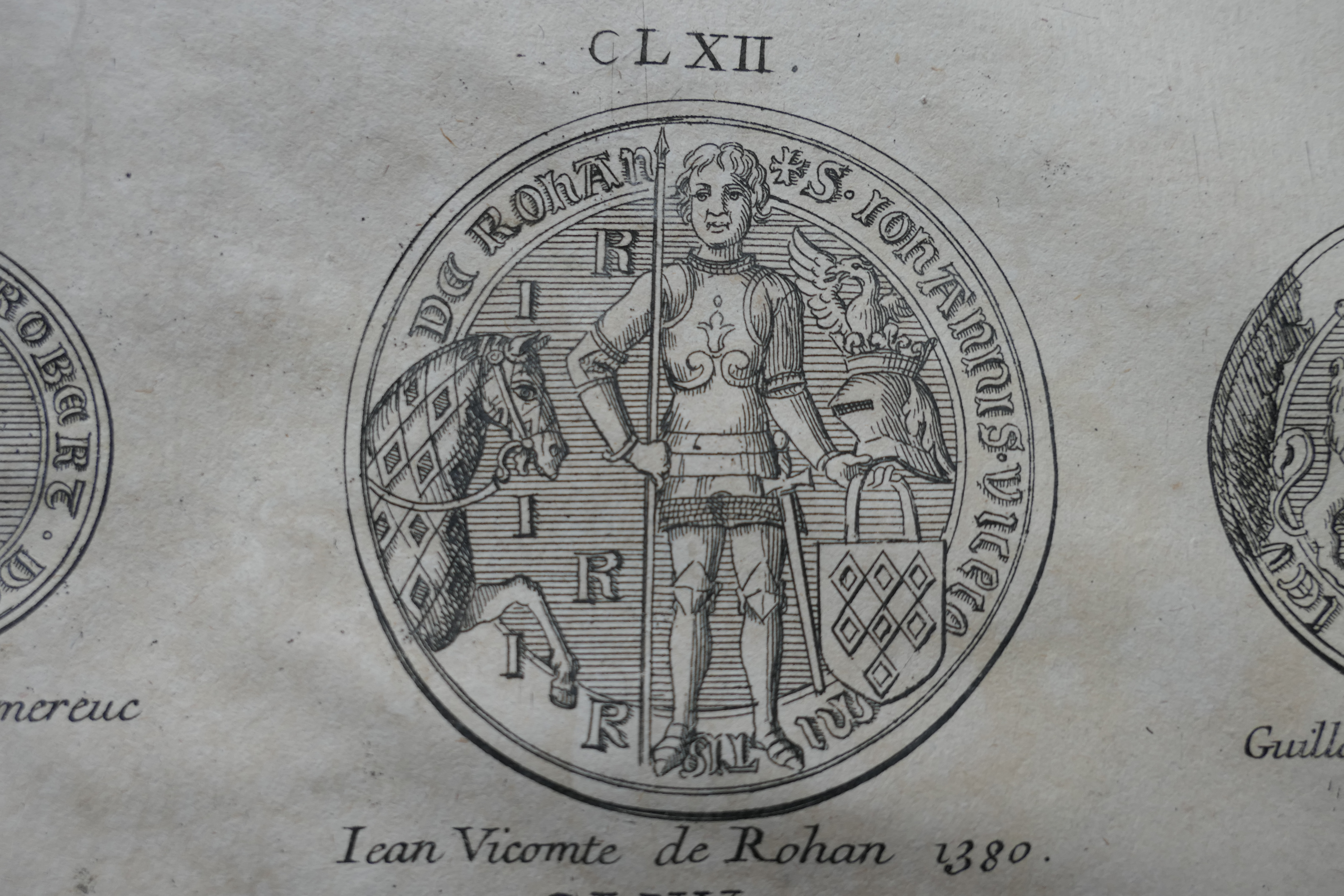
Jean I. de Rohan, Darstellung des Siegels

Jean I. de Rohan (* vor 1349; † nach 1395) war ab 1352 der 11. Vicomte de Rohan. Er war der Sohn von Alain VII. de Rohan und Jeanne de Rostrenen.
1349 heiratete er Jeanne de Léon, Vicomtesse de Léon, Erbtochter von Hervé VII. und Marguerite d’Avaugour. Mit ihr hatte er fünf Kinder:
- Alain VIII. de Rohan, † 1429, Vicomte de Rohan nach seinem Vater; ⚭ Béatrice de Clisson, Comtesse de Porhoet, Erbtochter von Olivier V. de Clisson, Connétable von Frankreich
- Edouard de Rohan, † nach 1415, Vicomte de Léon, ⚭ Marguerite de Chateaubriand
- Marguerite; ⚭ I Jean Botherel-Quintin; ⚭ II Olivier V. de Clisson, Connétable von Frankreich
- Jeanne de Rohan; ⚭ I 1374 Robert de Valois, Graf von Le Perche, † 1377 (Haus Valois-Alençon); ⚭ II Pierre II. d’Amboise, Vicomte de Thouars, † 1426 (Haus Amboise)
- Guy

Jeanne de Léon starb am 10. September 1372. 1377 heiratete er Jeanne de Navarre, Tochter von Philipp III., Graf von Évreux und seit 1328 König von Navarra (Haus Frankreich-Évreux), von der er einen weiteren Sohn bekam, Charles I. de Rohan-Guémené, den Stammvater der Rohan-Guemené.
Darüber hinaus hatte er drei uneheliche Kinder: Jean, Henri und Jeanne, über die nichts weiter bekannt ist.